# Тулчик
Тулчик (слч. Tulčík) насељено је мјесто са административним статусом сеоске општине (слч. obec) у округу Прешов, у Прешовском крају, Словачка Република.

## Становништво
| Година:    | 1994. | 2004.   | 2014.   | 2024.   |
| ---------- | ----- | ------- | ------- | ------- |
| Број људи: | 1271  | 1304    | 1327    | 1334    |
| Разлика:   |       | +2,59 % | +1,76 % | +0,52 % |

| Година:    | 2023. | 2024.   |
| ---------- | ----- | ------- |
| Број људи: | 1324  | 1334    |
| Разлика:   |       | +0,75 % |

Према подацима о броју становника из 2024. године насеље је имало 1334 становника.